# Ruggero Gerlin
Ruggero Gerlin (* 5. Januar 1899 in Venedig; † 17. Juni 1983 in Paris) war ein italienischer Cembalist und Musikpädagoge.
Gerlin studierte am Conservatorio Giuseppe Verdi in Mailand, wo er ein Diplom als Pianist erhielt. Ab 1920 studierte er Cembalo bei Wanda Landowska, mit der er bis 1940 zusammenarbeitete und gemeinsam auftrat. Ab 1941 war er Professor für Cembalo  am Conservatorio San Pietro a Majella di Napoli. An der Accademia Musicale Chigiana gab er ab 1947 Meisterklassen. Zu seinen Schülern zählten Huguette Dreyfus, Anne-Marie Beckensteiner, Kenneth Gilbert und Blandine Verlet.
Als Solist und Kammermusiker trat Gerlin in ganz Europa auf. Er spielte die ersten Gesamtaufnahmen der Werke für Solocembalo von François Couperin, Louis Couperin und Jean-Philippe Rameau und gab für die Reihe I Classici Musicali Italiani Werke von Giovanni Battista Grazioli, Alessandro Scarlatti und Benedetto Marcello heraus.